# 吉氏小銀漢魚
吉氏小銀漢魚，為輻鰭魚綱銀漢魚目擬銀漢魚科的其中一種，分布於中美洲瓜地馬拉、薩爾瓦多與宏都拉斯太平洋岸淡水流域，為熱帶魚類，棲息底中層水域，生活習性不明。